# Natalbaars
De natalbaars of rode tilapia (Oreochromis mossambicus) is een straalvinnige vis uit de familie van cichliden (Cichlidae), orde baarsachtigen (Perciformes), die voorkomt in Afrika.

## Beschrijving
De natalbaars kan maximaal 39 centimeter lang en 1130 gram zwaar worden. De hoogst geregistreerde leeftijd is 11 jaar. De kop is duidelijk concaaf.
De vis heeft één rugvin en één aarsvin. Er zijn 15 - 17 stekels en 10 vinstralen in de rugvin en 3 stekels en 7 vinstralen in de aarsvin.

## Leefwijze
Het is een zoet- en brakwatervis die voorkomt in tropische wateren. De soort is voornamelijk te vinden in meren en ondiepe wateren op een diepte van maximaal 10 meter.
Het dieet van de vis bestaat hoofdzakelijk uit planten en detritus.

## Relatie tot de mens
De natalbaars is voor de visserij van groot commercieel belang. Bovendien wordt er op de vis gejaagd in de hengelsport. De soort wordt tevens gevangen voor commerciële aquaria. Voor de mens is Oreochromis mossambicus potentieel niet schadelijk. Omdat hij graag muskietenlarven verorbert kan de rode tilapia worden ingezet voor de bestrijding van besmettelijke ziekten als malaria.
De soort staat niet op de Rode Lijst van de IUCN.